# TestDaF
TestDaF（テストダフ、独: Test Deutsch als Fremdsprache、「外国語としてのドイツ語テスト」の意）は、ドイツの教育機関テストダフ・インスティトゥートが主催している外国語としてのドイツ語の語学検定である。その名のとおり、ドイツ語圏の高等教育機関へ入学を希望する非ドイツ語圏の出身者を対象としており、外国語としてのドイツ語による高等教育を受ける能力の有無、およびその程度を判定するために用いられる。英語におけるIELTSおよびTOEFLに相当する。

## 概要
検定結果は、以下の3段階のうちいずれかにレベル分け(TDN:TestDaF-Niveausの略、Niveaus[独]はレベルの意味)されて受け取る。数値が大きいほどドイツ語の能力に長けているとされており、TDN 5が最高レベルである。
- TDN 3（レベル 3）
- TDN 4（レベル 4）
- TDN 5（レベル 5）

ヨーロッパ言語共通参照枠における互換性については、おおむね以下のとおり。
- TDN 3：B2（ドイツ語による講義に参加し、内容をおおむね理解できる）
- TDN 4：B2～C1（ドイツ語による議論に参加し、互いに対話した内容を理解できる）
- TDN 5：C1（ドイツ語で複雑な内容や抽象的な概念を研究し、学術的に流暢に運用することができる）

## 検定の流れ
検定は以下の流れで行われる。
- Leseverstehen（読解）60分、30問。
- 10分休憩
- Hörverstehen（聴解）40分、25問。
- 30〜60分の休憩
- Schriftlicher Ausdruck（文章表現、書き問題）60分、1問。
- 10分休憩
- Mündlicher Ausdruck（口述表現、会話力）30分。7問。

ドイツ国内の場合、検定結果は6週間以内に郵送で受け取る。

## 受験料
ドイツ国内での受験料は175ユーロ。この料金には受験料に加えて結果証明書を1枚発行するための手数料が含まれている。証明書を追加で発行して欲しい場合、1枚につき20ユーロが必要となる。

## 他の語学検定との違い
ドイツ語技能検定試験は1級から5級までレベルによって検定内容も検定時間も違い、結果は合格または不合格として受け取るのに対し、TestDaFはすべての受験者が同じ検定問題を解き、結果は評価されたレベルを受け取る。